# Gregorio de Montalvo Olivera
Gregorio de Montalvo Olivera, O.P. (Coca, 1533 - Cuzco, 11 de diciembre de 1592), religioso dominico, fue Obispo del Cuzco.

## Biografía
Hijo de Juan de Montalvo y de doña Angelina de Olivera; el 15 de diciembre de 1580 fue nombrado obispo del Yucatán. Ocupó ese cargo hasta 1587 para luego ocupar el Obispado del Cuzco hasta su muerte en 1592.